# 트리메토프림/설파메톡사졸
트리메토프림/설파메톡사졸(Trimethoprim/sulfamethoxazole)은 고정용량 복합 항생제 약제로 다양한 세균 감염을 치료하기 위해 사용되며, 상품명은 박트림(Bactrim)이다. 한 부분의 트리메토프림과 다섯 부분의 설파메톡사졸로 구성되어 있다. 요로감염증, 메티실린 내성 황색포도상구균(MRSA)의 피부 감염, 여행자 설사, 호흡기 감염, 콜레라 등을 치료하는 데에 사용된다. 또한 HIV/AIDS가 있거나 다른 이유로 면역억제 상태인 환자에서 주폐포자충 폐렴과 톡소포자충증을 치료하거나 예방하는 데에 사용할 수 있다. 경구나 정맥 주사를 통해 투여할 수 있다.
트리메토프림/설파메톡사졸은 WHO 필수 의약품 목록에 포함되어 있으며 복제약으로도 이용 가능하다. 2019년에는 6백만 건 이상 처방되어 미국에서 많이 처방된 약물 100위에 올랐다.

## 임상적 사용

### 주폐포자충 폐렴
트리메토프림/설파메톡사졸은 주폐포자충 폐렴(PCP)을 치료하기 위해 가장 흔히 사용된다. HIV/AIDS나 코르티코스테로이드 같은 약제를 복용하는 등의 이유로 인해 세균, 바이러스와 맞서 싸우는 면역계의 능력이 약해진 상태의 사람들은 주폐포자충에 의한 폐렴에 걸릴 수 있다. HIV/AIDS 환자의 경우 항레트로바이러스 치료(ART)를 받기 때문에 주폐포자충 폐렴에 걸릴 가능성은 적다. 그러나 주폐포자충 폐렴은 여전히 공공 보건에 상당한 문제가 되고 있으며, 주폐포자충 폐렴에 대한 지식과 치료 방법에 대한 연구는 HIV/AIDS를 연구하던 사람들한테서 나온 경우가 많다.

### 감수성
트리메토프림/설파메톡사졸 사용이 효과적일 수 있는 미생물에는 다음과 같은 것들이 있다.
- 아시네토박터(Acinetobacter) 종
- 에어로모나스(Aeromonas) 종
- 알칼리게네스(Alcaligenes)/아크로모박터(Achromobacter) 종
- 바르토넬라 헨셀라에(Bartonella henselae)
- 백일해균(Bordetella pertussis)
- 브루셀라(Brucella) 종
- 부르크홀데리아 세파시아(Burkholderia cepacia)
- 마비저균(Burkholderia mallei)
- 유비저균(Burkholderia pseudomallei)
- 클라미디아(Chlamydia) 종
- 시트로박터(Citrobacter) 종
- 엘리자베스킹기아 메닌고셉티카(Elizabethkingia meningoseptica)
- 엔테로박터(Enterobacter) 종
- 엔테로코커스(Enterococcus) 종
- 대장균(Escherichia coli)
- 헤모필루스(Haemophilus) 종
- 하프니아 알베이(Hafnia alvei)
- 킹겔라(Kingella) 종
- 클렙시엘라 그래뉼로마티스(Klebsiella granulomatis)
- 폐렴구균(Klebsiella pneumoniae)
- 레지오넬라(Legionella) 종
- 리스테리아 모노사이토제네스(Listeria monocytogenes)
- 모락셀라 카타랄리스(Moraxella catarrhalis)
- 모가넬라 모가니(Morganella morganii)
- 결핵균(Mycobacterium tuberculosis)
- 임균(Neisseria gonorrhoeae)
- 수막구균(Neisseria meningitidis)
- 노카르디아(Nocardia) 종
- 플레시오모나스 시겔로이데스(Plesiomonas shigelloides)
- 주폐포자충(Pneumocystis jirovecii)
- 프로테우스 미라빌리스(Proteus mirabilis)
- 프로테우스 불가리스(Proteus vulgaris)
- 프로비덴시아 레트게리(Providencia rettgeri)
- 프로비덴시아 스투아르티(Providencia stuartii)
- 살모넬라 티피(Salmonella typhi)
- 티푸스 이외의 살모넬라
- 세라티아(Serratia) 종
- 시겔라(Shigella)
- 황색포도상구균(Staphylococcus aureus)
- 표피포도상구균(Staphylococcus epidermidis)
- 부생성포도상구균(Staphylococcus saprophyticus)
- 스테노트로포모나스 말토필리아(Stenotrophomonas maltophilia)
- 스트렙토코커스 아갈락티아(Streptococcus agalactiae)
- 폐렴구균(Streptococcus pneumoniae)
- 화농성연쇄상구균(Streptococcus pyogenes)
- 녹색연쇄상구균(Streptococcus viridans)
- 톡소포자충(Toxoplasma gondii)
- 트로페리마 휘플리(Tropheryma whippelii)
- 콜레라균(Vibrio cholerae)
- 예르시니아 엔테로콜리티카(Yersinia enterocolitica)
- 페스트균(Yersinia pestis)
- 예르시니아 슈도투베르쿨로시스(Yersinia pseudotuberculosis)

감수성이 없는 것으로 알려진 미생물에는 녹농균(Pseudomonas aeruginosa), 미코플라스마, 야토병균(Francisella tularensis)이 있다.

### 임신과 수유
임신 중 사용은 금기이나, 오스트레일리아 임신 카테고리에서는 카테고리 C(태아와 아기에게 가역적 손상을 일으킬 수 있으므로 사용 시 주의가 필요한 약물)로 분류된다. 임신 1분기(기관형성 도중)나 임신 12주 이전까지 사용했을 경우 선천적 기형 위험성이 증가할 수 있다. 특히 기형은 역학 연구에 따르면 척추갈림증 등의 신경관 결손, 엡스타인 기형 같은 심혈관계 기형, 비뇨기 이상, 입술입천장갈림증, 내반족 같은 산모의 엽산 결핍(약물의 작용 기전과 관련되어 있다는 것이 유력)과 관련되어 나타난다. 임신 후기에 사용할 경우 조산(오즈비 1.51)이나 아기의 저체중(오즈비 1.67) 위험성을 높인다. 동물 연구에서도 비슷한 결과가 도출되었다.
아기가 건강하다는 전제 하에 수유 중 사용하는 것은 안전하다고 알려져 있다.

### 아기
부작용의 위험이 있기 때문에 생후 2개월 이전에 사용하는 것은 권장되지 않는다.

## 부작용
흔히 나타나는 부작용에는 구역질, 구토, 발진, 설사가 있다. 심각한 알레르기 반응과 디피실리균 감염도 가끔 나타날 수 있다. 임신 중 사용은 권장되지 않는다. 아이가 건강하다면 수유 중 사용하는 것은 안전하다고 알려져 있다.

### 금기
다음과 같은 경우 사용이 금기시된다.
- 트리메토프림, 설폰아마이드, 또는 제형에 포함된 다른 성분에 과민반응을 보인 경우
- 임신 - 특히 출산 이전
- 심각한 간부전, 간실질의 손상, 황달
- 심각한 혈액질환이나 포르피린증 - 약에 포함된 설폰아마이드 성분으로 인해 사용할 수 없다.
- 혈장 농도를 반복해서 측정할 수 없는 심각한 만성 콩팥병(CrCl <15 ml/min)
- 출생 4주 이후에 주폐포자충을 치료, 예방하기 위한 경우를 제외하고는 출생 이후 6주 간은 신생아에게 투여하지 않는다.

## 상호작용
다음과 같은 약물을 병용하여 치료하는 것은 권장되지 않는다.
- 캅토프릴, 에날라프릴, 리시노프릴, 페린도프릴, 라미프릴 등의 ACE 억제제 - 고칼륨혈증이 나타날 가능성이 있다.[3]
- 프릴로카인 — 메트헤모글로빈혈증의 위험성
- 아미오다론(심실성 부정맥 위험 증가)이나 도페틸라이드(QT 간격 연장 위험 증가) 등의 항부정맥제
- 댑손(병용 시 두 약물 모두 혈장 농도 증가), 메텐아민(결정뇨 위험 증가), 리팜피신(리팜피신 혈장 농도 증가, 트리메토프림 혈장 농도 감소) 등의 항생제
- 와파린, 아세노쿠마롤 등의 항응고제 - 두 약물 모두 병용 시 항응고 효과가 강화된다.
- 설포닐요소제 - 효과가 강화된다.
- 페니토인 - 페니토인의 반감기가 증가한다.
- 피리메타민, 프로구아닐, 메토트렉세이트 등의 항엽산제 - 골수 독성 등의 부작용 위험이 증가한다. 엽산 보충제 등을 고려할 수 있다. 피리메타민을 1주일에 25mg 넘게 복용할 경우 거대적혈모구빈혈이 나타날 위험이 크다.
- 라미부딘(혈장 농도 증가), 잘시타빈(혈장 농도 증가), 지도부딘(혈액에서의 반응 위험 증가) 등의 항바이러스제
- 프로카인아마이드와 아만타딘은 양쪽 모두, 또는 한쪽만 혈장 농도가 증가할 수 있다.
- 클로자핀과 기타 항정신병제제 - 혈액학적 부작용 위험 증가
- 아자티오프린, 메르캅토퓨린 등의 뉴클레오사이드 유사체인 항암제 — 혈액학적 독성 위험 증가
- 디곡신 — 일부 나이 든 환자의 경우 디곡신 농도가 증가할 수 있다.
- 이뇨제 — 티아지드계 이뇨제를 복용하는 나이 든 환자의 경우 TMP-SMX 병용 시 혈소판감소증이 발달할 위험이 올라간다.
- 사이클로스포린 — 콩팥 이식을 받았거나, 사이클로스포린과 TMP-SMX를 병용했을 때 콩팥 기능이 가역적으로 악화될 위험이 증가한다.
- 스피로놀락톤 — 병용 시 특히 노인에서 고칼륨혈증 가능성이 증가할 수 있다. TMP-SMX의 트리메토프림 부분은 네프론의 원위세뇨관에서 칼륨 분비를 막는다.[22]
- 칼륨 아미노벤조에이트 - 설파메톡사졸과 같은 설폰아마이드의 효과를 억제한다.
- 실험실 검사 - 트리메토프림과 설폰아마이드는 혈청 메토트렉세이트나 혈청 크레아티닌 농도,[23] 요소, 소변 글루코스, 유로빌리노겐 검사 등에 영향을 미칠 수 있다고 알려져 있다.

### 과다 복용
독성이 있을 때 나타날 수 있는 소견은 다음과 같다.
- 구역질
- 구토
- 어지럼증
- 두통
- 우울함
- 혼란
- 혈소판감소증
- 요독증
- 골수 억제
- 식욕 부진
- 복통
- 졸음
- 의식 불명

과다 복용 시 권장되는 치료는 다음과 같다.
- 활성탄 처방
- 위세척
- 혈액투석 - 혈장에서 TMP-SMX를 제거하는 데에 가장 효과적이다.
- 칼슘 폴리네이트 - 혈액 이혼화증의 경우 사용.

소변을 알칼리화시키면 설파메톡사졸의 독성을 감소시킬 수 있으나 트리메토프림의 독성은 증가시킬 수 있다.

## 약리학

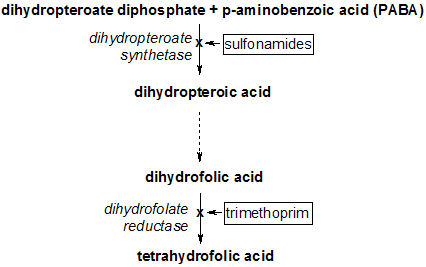
사수소엽산(tetrahydrofolate) 합성 경로

트리메토프림과 설파메톡사졸 간의 상승효과는 1960대 후반에 처음 알려졌다. 두 약물을 따로 복용했을 때보다 함께 복용했을 때 더 큰 효과가 나타나는데, 이는 두 약물이 엽산 합성 경로의 각각 다른 단계를 억제하기 때문이다. 두 약물의 약제 배합은 1:5로 이루어지며, 인체 내로 들어오면 혈액과 조직 내에서의 농도는 1:20 정도가 된다. 둘 간의 상승효과를 최대로 이끌어내기 위해서는 둘 간의 정확한 비율이 필요하다.
설폰아마이드의 일종인 설파메톡사졸은 원충, 진균, 세균 같은 미생물이 엽산을 합성하는 신생합성(de novo, 세포 안의 과정)에 간섭하여 치료 효과를 낸다. 보다 정확히는 이수소엽산의 생합성 과정에서 4-아미노벤조산(파라아미노벤조산, PABA)와 경쟁하여 엽산 합성을 억제한다.
트리메토프림은 이수소엽산 환원효소(DHFR)의 경쟁적 저해제로 작용하여 사수소엽산의 신생합성을 억제한다. 사수소엽산은 엽산이 생물학적 활성을 가지는 형태이다.
사수소엽산은 세균이 증식할 때 DNA와 단백질을 생산하는 데에 필요한 퓨린, 티미딘, 메티오닌의 합성 과정에 필수적이다. 따라서 트리메토프림과 설파메톡사졸 각각의 효과는 세균의 증식을 억제한다. 두 약물을 혼합해 사용하면 균을 죽이는 효과를 낸다.
트리메토프림의 효과는 이수소엽산이 사수소엽산으로 변환되지 못하고 쌓이게 만든다. 이렇게 이수소엽산이 축적되면 사수소엽산 합성의 억제 효과가 줄어들 수 있다. 이것을 막기 위해 설파메톡사졸은 과도하게 많아진 이수소엽산이 합성 경로의 첫 단계부터 합성되지 못하게 만들어 고갈시키는 역할을 한다.
트리메토프림/설파메톡사졸은 두 약물을 따로 사용하는 것보다 세균 감염을 치료하는 데에 효과적이라는 주장이 있으나 아직까지도 논란이 있다. 알레르기 반응과 같은 부작용이 발생할 가능성도 높기 때문에 세계 각국에서는 이미 효능이 입증된 매우 특별한 상황에서만 이용하도록 사용을 제한하고 있다. 주로 여러 상기도와 하기도의 감염, 콩팥과 요로감염, 위장관계의 감염, 피부와 상처 부위를 통한 감염, 패혈증, 그 외 트리메토프림/설파메톡사졸에 감수성을 가지는 감염에 효과적일 수 있다. 전 세계적으로 날이 갈수록 증가하는 미생물의 항생제 내성으로 인해 트리메토프림/설파메톡사졸에 대한 관심이 다시 올라가고 있다.
| 이름         | Tmax (시간) | Vd (L) | 단백질 결합 | t1/2 (시간) | 분비 |
| ------------ | ----------- | ------ | ----------- | ----------- | ---- |
| 설파메톡사졸 | 1-4         | 20     | 66%         | 8-10        | 콩팥 |
| 트리메토프림 | 1-4         | 130    | 42-45%      | 10          | 콩팥 |